# Sphaerodactylus scaber
Sphaerodactylus scaber este o specie de șopârle din genul Sphaerodactylus, familia Gekkonidae, descrisă de Thomas Barbour și Ramsden 1919. A fost clasificată de IUCN ca specie cu risc scăzut. Conform Catalogue of Life specia Sphaerodactylus scaber nu are subspecii cunoscute.

## Galerie

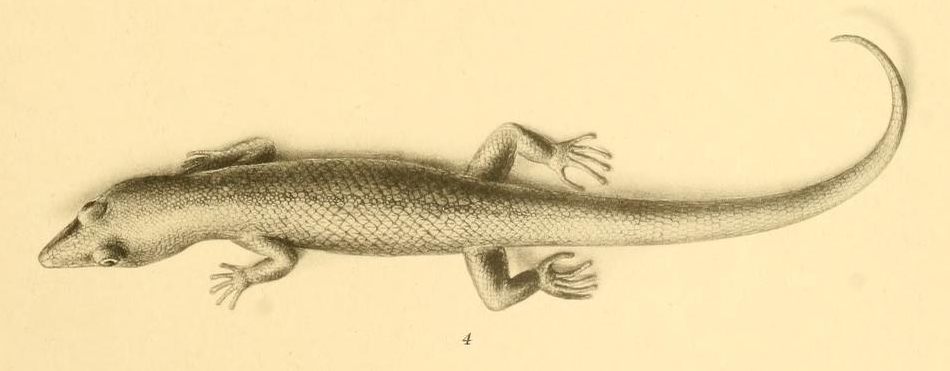
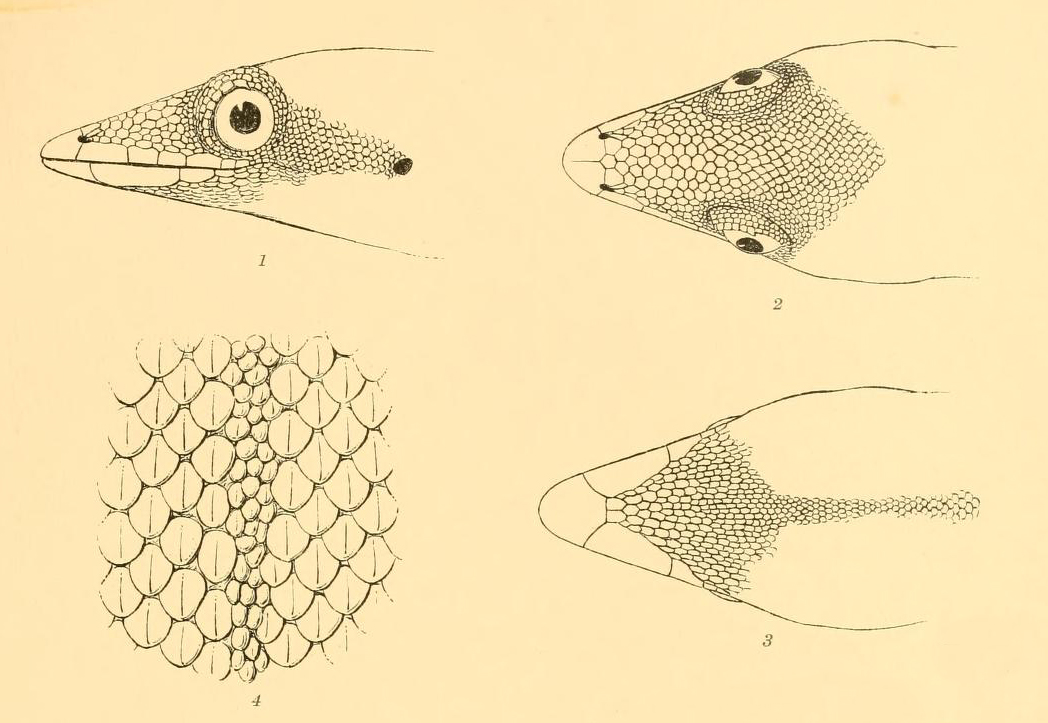